# (3606) Pohjola
(3606) Pohjola ist ein Asteroid des Asteroidengürtels zwischen den Bahnen von Mars und Jupiter, der am 19. September 1939 von dem finnischen Astronomen Yrjö Väisälä in Turku entdeckt wurde.
Der Name des Asteroiden wurde nach dem Ort Pohjola aus der finnischen Mythologie gewählt.